# Мило Ломпар
Мило Ломпар (Београд, 19. април 1962) српски је историчар књижевности, есејиста и универзитетски професор.  Ломпар је редовни професор Филолошког факултета Универзитета у Београду, председник Задужбине Милоша Црњанског, некадашњи генерални директор Политике и председник Српске књижевне задруге. Ломпарова студија Дух самопорицања постала је једна од најчитанијих књига на српском језику, издата у четрнаест издања.

## Биографија

### Образовање и академска каријера
Завршио је Једанаесту београдску гимназију 1980. године, већ тада је добио Октобарску награду града Београда за матурски рад из области хуманистичких наука.
У септембру 1981. године након одслуженог војног рока, уписао је студије југословенских и опште књижевности на Филолошком факултету Универзитета у Београду. Добио је 1984. године награду Стражилово Задужбине Милоша Црњанског за студентске радове. Дипломирао је у јануару 1987. године (Група за југословенске књижевности и Општу књижевност), био је на основу студентских оцена и резултата – између 1987. и 1989. године стипендиста Републичке фондације за научни подмладак.
У фебруару 1989. године изабран је на основу високе просечне оцене, између 14 кандидата, за асистента-приправника за предмет Српска књижевност XVIII и XIX века на Филолошком факултету Универзитета у Београду. Године 1993. је на Филолошком факултету Универзитета у Београду одбранио магистарски рад посвећен делу Лажни цар Шћепан Мали Петра II Петровића Његоша.
Изабран је у звање асистента 1994. године. У 1998. години је поново изабран за асистента на Филолошком факултету у Београду. Докторирао је на истом факултету 2000. године тезом Историјско, књижевно и поетичко наслеђе XVIII и XIX века у позним делима Милоша Црњанског, пред комисијом коју су чинили академик Никола Милошевић, проф. др. Јован Деретић и проф. др. Новица Петковић.
У 2000. години је изабран за доцента за предмет Српска књижевност XVIII и XIX века на Филолошком факултету Универзитета у Београду. Као доцент, почео је 2001. године да предаје Културну историју Срба на Филолошком факултету Универзитета у Београду, да би неколико година касније почео предавати исти предмет и на Православном богословском факултету у Београду. Године 2002. постао је председник Научног одбора Његошеве задужбине, да би у 2004. години постао члан Уређивачког одбора критичког издања сабраних дела Петара II Петровића Његоша у издању Црногорске академије наука и умјетности. У 2005. години је изабран за ванредног професора Српске књижевности XVIII и XIX века на Филолошком факултету у Београду. Крајем 2010. године изабран је за редовног професора Српске књижевности XVIII и XIX века на истом факултету.

### Друге активности
У периоду од 1. септембра 2005. године до 31. марта 2006. године био је, као нестраначка личност, генерални директор Политике а. д, на предлог владе Војислава Коштунице.
После смрти Николе Милошевића 2007. године, изабран је за председника Задужбине Милоша Црњанског. У 2008. години постављен је за главног уредника критичког издања дела Милоша Црњанског у издању Задужбине.
Ломпар је учествовао у раду бројних жирија: Награде Ђорђе Јовановић, НИН-ове награде, Награде Јелена Балшић, Награде Бора Станковић, Награде Милоша Црњанског, Награде Никола Милошевић.
Био је секретар, потпредседник а потом и председник Српске књижевне задруге.

### Политичка делатност
Никада није био члан Савеза комуниста Југославије. Према неким изворима, Ломпар је био члан Српске либералне странке, чији је лидер био др Никола Милошевић. Потом је био близак Демократској странци Србије и Војиславу Коштуници.
За нестраначког члана Политичког савета Српског покрета Двери, изабран је 2015. године, заједно са проф. др Костом Чавошким, проф. др Александром Липковским, др Владимиром Димитријевићем, проф. др Зораном Чворовићем и другим национално оријентисаним интелектуалцима. Помогао је да коалиција Патриотски блок добије своје посланике на изборима 2016. године. Политички савет Двери напустио је у јануару 2018. године, због неслагања са одлуком да та странка учествује на локалним изборима у Београду у коалицији са покретом Доста је било Саше Радуловића.
Учествовао је у две емисије са председником Народне странке Вуком Јеремићем, некадашњим министром спољних послова, за кога је изјавио да је један од тројице политичара (уз Војислава Коштуницу и Бошка Обрадовића) према којима има поштовање.
Ломпар је одбио да говори на свечаној академији поводом 800 година аутокефалности Српске православне цркве, која је одржана 8. октобра 2019. године у Центру Сава у Београду, јер се противио одлуци Светог архијерејског синода и патријарха Иринеја да председнику Републике Србије Александру Вучићу буде додељен Орден Светог Саве првог реда, највише признање Српске православне цркве.
Говорио је на Скупштини Народне странке Вука Јеремића која је одржана у октобру 2023. године.

## Награде
- Награда „Станислав Винавер”, за књигу Смисао завршетка у роману, 1996.
- Награда „Ђорђе Јовановић”, за књигу Црњански и Мефистофел, 2000.
- Награда „Лаза Костић”, за књигу Аполонови путокази, 2005.
- Награда „Никола Милошевић”, за књигу Негде на граници филозофије и литературе, 2010.[10]
- Награда „Печат времена”, за књигу Дух самопорицања, 2013.
- Награда „Меша Селимовић”, за књигу Црњански: биографија једног осећања, 2019.
- Награда „Борисав Станковић”, повеља за животно дело, 2019.
- Награда „Димитрије Богдановић”, за књигу Црњански и светска књижевност, 2022.[11]

## Дела
- Историјско, поетичко и књижевно наслеђе XVIII и XIX века у позним делима Милоша Црњанског, докторска дисертација, 1993.
- О завршетку романа (Смисао завршетка романа Друга књига Сеоба Милоша Црњанског, Рад, Београд, 1995. Друго, измењено издање: Друштво за српски језик и књижевност Србије, Београд, 2008.
- Модерна времена у прози Драгише Васића, Филип Вишњић, Београд, 1996.
- Његош и модерна, Филип Вишњић, Београд, 1998. Друго, поправљено издање, Нолит, Београд, 2008.
- Црњански и Мефистофел (О скривеној фигури Романа о Лондону), Филип Вишњић, Београд, 2000. Друго, измењено издање, Нолит, Београд, 2007.
- Аполонови путокази (Есеји о Црњанском), Службени лист СЦГ, Београд, 2004.
- Књига о Црњанском, Српска књижевна задруга, Београд, 2005.
- Српска књижевност XVIII и XIX века, Народна књига, Београд, 2006 - Са коаутором Зорицом Несторовић
- Моралистички фрагменти, Народна књига, Београд, 2007. Друго, проширено издање, Нолит, Београд, 2009.
- Негде на граници филозофије и литературе (О књижевној херменеутици Николе Милошевића), Службени гласник, Београд, 2009.
- О трагичком песнику (Његошеве песме), Албатрос плус, Београд, 2010.
- Његошево песништво, Српска књижевна задруга, Београд, 2010.
- Дух самопорицања, прилог критици српске културе, Орфеус, Нови Сад, 2011.
- Повратак српском становишту, Catena Mundi, Београд, 2013.
- Полихисторска истраживања, Catena Mundi, Београд, 2016.
- Похвала несавремености, Лагуна, Београд, 2016.
- Слобода и истина, Catena Mundi, Београд, 2018.
- Црњански: Биографија једног осећања, Православна реч НС, Београд, 2018.[12]
- Књига о Лубарди, приређивач, Српска књижевна задруга, 2018.[13]
- Полуинтелектуалац и национална политика, 2021.[14]
- Црњански и светска књижевност, Православна реч НС, 2021.[15]
- Нервозни час приповести, 2022.[16]
- Опроштај са интелектуалцем, Српска књижевна задруа, 2022.[17]
- Успон колонијалне свести: лажна историографија Латинке Перовић, Catena Mundi, Београд, 2022.[18]
- Манекени лажи: политички есеј, 2023.[19][20]
- О самозванцу, 2025.[21][22]